# Tillabéri
Tillabéri (også: Tillabéry) er hovedstaden i regionen Tillabéri i Niger og har godt 50.000 indbyggere (2010).

## Geografi
Tillabéri ligger i den sydvestlige del af landet i den sydlige del af Sahelzonen ved floden Niger, omkring 120 kilometer nordvest for Nigers hovedstad Niamey. Nabokommunerne er Sinder mod nord, Sakoïra mod øst, Kourteye mod syd og Gothéye mod vest.
14°13′N 1°27′Ø / 14.217°N 1.450°Ø